# 296
296 (CCXCVI na numeração romana) foi um ano bissexto do século IV do Calendário Juliano, da Era de Cristo, teve início a uma quarta-feira  e terminou a uma quinta-feira, as suas letras dominicais foram E e D (53 semanas)
| Ano completo                           |
| -------------------------------------- |
| Ano bissexto com início à quarta-feira |

## Acontecimentos
- Galério conquista Ctesifonte, aos Persas; num tratado de paz que seria feito posteriormente, esta cidade é devolvida em troca da Armênia.
- O Papa Marcelino I sucede ao Papa Caio.
- Alecto, sucessor de Caráusio, depois de usurpar o poder através do seu assassínio, é derrotado por Constâncio Cloro, de forma que a Bretanha volta a ser governada por Roma.

## Mortes
- 22 de Abril - Papa Caio